# Coup de Grace (episodio de Los 100)
«Golpe de gracia»  —título original en inglés: «Coup de Grâce» es el decimoprimer episodio de la segunda temporada de la serie de televisión estadounidense de ciencia ficción y drama Los 100. El episodio fue escrito por Charlie Craig y dirigido por P.J. Pesce. Fue estrenado el 4 de febrero de 2015 en Estados Unidos por la cadena The CW. 
Bellamy (Bob Morley) recibe ayuda de una fuente poco probable después de ser capturado. Mientras tanto, Abby (Paige Turco) lucha por mantener el control y Jasper (Devon Bostick) se enfrenta al presidente Wallace.

## Argumento
Bellamy está en una jaula junto con los demás terrícolas. Jasper y Maya han estado buscando a Monty y Harper sin resultado. A pesar de los intentos de Maya por mantener a Jasper tranquilo, éste decide enfrentar al presidente Wallace por la desaparición de sus amigos. Cage envía unos francotiradores a asesinar a Clarke y a Lexa. Fallan en el intento y uno de los hombres, Emerson, es capturado y llevado al Arca donde le salvan la vida para interrogarlo. Maya descubre a Bellamy en la cámara de la cosecha y lo ayuda a escapar. Emerson se niega a cooperar con la gente del Arca a pesar de que le salvaron la vida y cuando Clarke intenta matarlo por desesperación, Abby la detiene diciéndole "tú no estás al mando, yo soy la canciller". 
El presidente Wallace lleva a Jasper donde la doctora Tsing está realizando experimentos ilegales con Harper y Monty. El presidente da la orden para que detengan a la doctora y los chicos sean liberados. Le dice a Jasper que vaya al dormitorio con los demás para recojan sus cosas porque se van a casa. Cuando Wallace confronta a su hijo por las acciones de la doctora, Cage ordena a los guardias que lleven a su padre a cuarentena relevándolo de su cargo. Bellamy se comunica con Clarke y Raven a través de la radio y les dice que sus amigos están vivos pero corren peligro. 
Clarke decide hacer un movimiento para mantener los ojos de Monte Weather en ella en vez de Bellamy. Clarke toma al prisionero, Emerson, para liberarlo y durante un leve enfrentamiento entre Abby -apoyada por sus soldados- y Clarke -apoyada por Indra y los terrícolas-; Clarke le deja en claro a su madre que aunque ella sea la canciller, Clarke está al mando. Antes de soltar a Emerson, Clarke se asegura de enviar un mensaje para el líder de Monte Weather.

## Elenco
- Eliza Taylor como Clarke Griffin.
- Paige Turco como Abigail Griffin.
- Bob Morley como Bellamy Blake.
- Marie Avgeropoulos como Octavia Blake.
- Devon Bostick como Jasper Jordan.
- Lindsey Morgan como Raven Reyes.
- Ricky Whittle como Lincoln.
- Christopher Larkin como Monty Green.
- Isaiah Washington como Theloneus Jaha.
- Henry Ian Cusick como Marcus Kane.

## Curiosidades
- En este episodio mueren 3 personajes secundarios: El sargento Lovejoy (Eric Breker), un terrestre y un hombre de la montaña.
- Este episodio marca la primera aparición de Echo (Tasya Teles).

## Recepción
En Estados Unidos, Coup de Grâce fue visto por 1.51 millones de espectadores, de acuerdo con Tv by the Numbers.

### Recepción crítica
Caroline Preece escribió para Den of Geek: "Monte Weather es un concepto demasiado ingenioso para ser tratado y descartado tan rápidamente, por un lado, y hay más dramas que los Grounders y Sky People como enemigos, en lugar de aliados. También sabemos que este programa no tiene miedo de matar a los personajes, y actualmente hay algunos merodeando por el bloque de corte".
Selina Wilken para Hypable: "El episodio de esta semana de Los 100 fue, como siempre, espectacular. También fue en gran medida un episodio transitorio, colocando todas las piezas en su lugar para el enfrentamiento final".
Amanda Festa calificó el episodio para TV Fanatic con una puntuación de 4.7/5 y agregó: ""Coup de Grace" es otro paso hacia la inevitable confrontación en Mount Weather, que seguramente será trágica, sangrienta y devastadora. Con todas estas dinámicas de poder en juego, la más importante parece estar dentro de cada individuo".

## Banda sonora
| N.º | Intérprete | Título              | Álbum                      |
| --- | ---------- | ------------------- | -------------------------- |
| 1   | Raign      | «Empire Of Our Own» | Empire Of Our Own - Single |